# Toeplitz-matrix
Een Toeplitz-matrix, genoemd naar Otto Toeplitz, is een matrix met constante waarden op de hoofddiagonaal en de hiermee evenwijdige diagonalen. Dit betekent dat het element {\displaystyle t_{i,j}} in rij {\displaystyle i} en kolom {\displaystyle j} gelijk is aan het element er rechtsonder, en in het algemeen aan element {\displaystyle t_{i+k,j+k}} voor alle positieve waarden van {\displaystyle k.}
Voorbeeld van een Toeplitz-matrix:
{\displaystyle {\begin{bmatrix}a&b&c&d&e\\f&a&b&c&d\\g&f&a&b&c\\h&g&f&a&b\\i&h&g&f&a\end{bmatrix}}}
Een Toeplitz-matrix is volledig bepaald door de eerste rij en de eerste kolom.

## Verband met veeltermen
De coëfficiënten van een veeltermvermenigvuldiging van
{\displaystyle a=a_{1}+a_{2}x+\ldots +a_{m}x^{m-1}}
en
{\displaystyle b=b_{1}+b_{2}x+\ldots +b_{n}x^{n-1}}
zijn de elementen van de vector die het product is van de matrixvermenigvuldiging van een Toeplitz-matrix met de vector gevormd door de coëfficiënten van veelterm {\displaystyle b:}
{\displaystyle c=ab={\begin{matrix}{\begin{bmatrix}a_{1}&0&\ldots &0&0\\a_{2}&a_{1}&\ldots &\vdots &\vdots \\a_{3}&a_{2}&\ldots &0&0\\\vdots &a_{3}&\ldots &a_{1}&0\\a_{m-1}&\vdots &\ldots &a_{2}&a_{1}\\a_{m}&a_{m-1}&\vdots &\vdots &a_{2}\\0&a_{m}&\ldots &a_{m-2}&\vdots \\0&0&\ldots &a_{m-1}&a_{m-2}\\\vdots &\vdots &\vdots &a_{m}&a_{m-1}\\0&0&0&\ldots &a_{m}\\\end{bmatrix}}{\begin{bmatrix}b_{1}\\b_{2}\\\vdots \\b_{n-1}\\b_{n}\\\end{bmatrix}}\\\end{matrix}}}
Dit is equivalent aan het berekenen van de convolutie van twee rijen getallen. De Toeplitz-matrix is hier een bandmatrix: enkel de elementen op de hoofddiagonaal en een aantal diagonalen daarboven of daaronder zijn niet-nul. Rechtsboven en linksonder die diagonalen bestaat de matrix enkel uit nullen.
Voor deze en andere bewerkingen met Toeplitz-matrices bestaan efficiënte algoritmes. Dit is bijvoorbeeld zo voor het oplossen van een stelsel van lineaire vergelijkingen (in matrixvorm)
{\displaystyle Ax=b}
wanneer {\displaystyle A} een Toeplitz-matrix is. Dergelijke stelsels duiken o.a. op in de digitale signaalverwerking (spraakherkenning en dergelijke).

## Cyclische matrix
Een speciaal geval van een Toeplitz-matrix is een cyclische matrix. Dit is een matrix waarvan elke rij gelijk is aan de rij erboven maar dan één element naar rechts geroteerd:
{\displaystyle {\begin{bmatrix}c_{0}&c_{n-1}&\dots &c_{2}&c_{1}\\c_{1}&c_{0}&c_{n-1}&&c_{2}\\\vdots &c_{1}&c_{0}&\ddots &\vdots \\c_{n-2}&&\ddots &\ddots &c_{n-1}\\c_{n-1}&c_{n-2}&\dots &c_{1}&c_{0}\\\end{bmatrix}}}
Zo'n cyclische matrix is volledig bepaald door de eerste kolom (of rij); elke volgende kolom is een cyclische permutatie van de vorige kolom (of rij). Cyclische matrices komen bijvoorbeeld van pas bij de toepassing van discrete fouriertransformatie (DFT) op een rij getallen: de eigenwaarden van de cyclische matrix met die rij getallen als eerste rij vormen de DFT van die rij. Anders gezegd: de eerste rij van een cyclische matrix is de inverse DFT van de eigenwaarden van die matrix.

## Voetnoten
1. ↑  Robert M. Gray: "Toeplitz and circular matrices: a review."